# Matt Jackson
Matthew Alan "Matt" Jackson (Leeds, 19 oktober 1971) is een Engels voormalig betaald voetballer. Jackson was een rechtsachter en was met Everton en Wigan Athletic actief in de Premier League. Met Everton won hij de FA Cup in 1995.

## Clubcarrière

### Luton Town en Everton
Jackson begon zijn loopbaan bij Luton Town in 1990. Hij verruilde Luton Town na slechts een seizoen voor Everton, waarmee hij medio jaren negentig successen zou boeken onder leiding van trainer/manager Joe Royle. Jackson, basisspeler onder Royle, won de FA Cup met Everton in 1994/95. Everton versloeg Manchester United als underdog met 1–0. Spits Paul Rideout scoorde in de herneming van een tegen de deklat getrapte poging van de aanvallende middenvelder Graham Stuart. Jackson speelde de volledige wedstrijd. In de zomer van 1995 won Jackson ook de Charity Shield met de Toffees. Landskampioen Blackburn Rovers werd opnieuw met het kleinste verschil verslagen, ditmaal dankzij een stifter van Vinny Samways. Jackson verliet Everton in 1996, nadat hij dat jaar drie maal werd uitgeleend – respectievelijk aan Charlton Athletic, Queens Park Rangers en Birmingham City.

### Norwich City
Jackson tekende een contract bij Norwich City, dat £ 450.000 ,- voor hem betaalde. Hij bracht vijf seizoenen door op het tweede niveau, de Football League First Division. Norwich verhuurde hem aan Wigan Athletic in oktober 2001, waarna hij na zeven wedstrijden definitief en transfervrij werd ingelijfd. Jackson werd een vaste waarde onder de hoede van trainer/manager Paul Jewell, jarenlang trainer van Wigan. Jackson bleef ook een titularis nadat Wigan in 2005 naar de Premier League promoveerde. Jacksons status bij Jewell veranderde nadat Jewell de Barbadiaanse verdediger Emmerson Boyce aantrok. Op 9 november 2006 scoorde Jackson wel nog zijn enige doelpunt voor Wigan in de hoogste afdeling, tegen Charlton Athletic. Wigan, met aanvaller Henri Camara, won die wedstrijd met 3–2 in het eigen JJB Stadium. Daarbovenop was dat doelpunt (minuut 78) het eerste voor Jackson in de Premier League na een carrière van alreeds dertien jaar.

### Latere carrière
In het seizoen 2007/08 speelde Jackson zes competitiewedstrijden voor Football League Championship-club Watford. Watford nam hem over van Wigan. Watford verhuurde Jackson aan Blackpool (drie duels in 2007), waarna de rechtsachter terugkeerde naar de Hornets en zijn carrière in 2008 afsloot.

## Erelijst
| Competitie        |         |         |
| Competitie        | Aantal  | Jaren   |
| Everton           | Everton | Everton |
| ----------------- | ------- | ------- |
| FA Cup            | 1×      | 1994/95 |
| FA Charity Shield | 1x      | 1995    |